# Don Payne
William Donald Payne (5. května 1964, Wilmington, Severní Karolína, USA – 26. března 2013 Los Angeles, Kalifornie) byl americký scenárista a producent. 
Po roce 2000 napsal několik epizod seriálu Simpsonovi, mnohé z nich společně s Johnem Frinkem, s nímž se seznámil během studií na Kalifornské univerzitě v Los Angeles. Dvojice začala svou kariéru psaním pro krátce vysílaný sitcom Hope & Gloria. Payne později přešel k psaní celovečerních filmů, včetně filmu Moje superbejvalka (2006), a podílel se na scénářích k filmům Fantastická čtyřka a Silver Surfer (2007), Thor (2011) a jeho pokračování Thor: Temný svět (2013). 

## Raný život
Don Payne se narodil jako William Donald Payne 5. května 1964 ve Wilmingtonu v Severní Karolíně ve Spojených státech. Navštěvoval střední školu New Hanover High School, kterou dokončil v roce 1982; byl předsedou třídy. Dál navštěvoval Severokarolínskou univerzitu v Chapel Hill, poté přestoupil a absolvoval Kalifornskou univerzitu v Los Angeles, kde také získal magisterský titul v oboru scenáristiky. Payne později tento obor vyučoval.

## Kariéra

### Počátky kariéry
Svou kariéru zahájil jako scenárista několika sitcomů společně se svým tehdejším scenáristickým partnerem Johnem Frinkem. Oba se seznámili na Kalifornské univerzitě, kde byl Frink šéfem mediální laboratoře, v níž Payne pracoval. Payne pro web TheFutonCritic.com uvedl: „Jednoho dne jsme se oba snažili psát individuálně, tak jsem si řekl: ‚Proč nespojíme své zdroje? Budeme psát společně a uvidíme, co se stane.‘.“. V roce 2006 Payne řekl deníku Los Angeles Times, že „jsem se dal dohromady s partnerem pro psaní, Johnem Frinkem, po vysoké škole. Chtěl jsem dělat filmy. On chtěl dělat televizi.“ Dvojice se dohodla, že se budou věnovat kariéře v médiu, ve kterém jako první dostanou nabídku práce – ať už to bude film, nebo televize. Nakonec skončili jako scenáristé televizních sitcomů Hope & Gloria (1995–1996), Men Behaving Badly (1997) a The Brian Benben Show (1998), které byly vysílány jen krátce a Payne je považoval za neúspěšné.

### Další práce
Payne a Frink se v roce 1998 připojili ke scenáristickému týmu animovaného sitcomu Simpsonovi, jejich prvním scénářem byla epizoda 12. řady Napravení šíleného klauna, která se vysílala v roce 2000. Speciální čarodějnický díl 12. řady, další epizoda z roku 2000, kterou napsali, se vysílala dříve než Napravení šíleného klauna, ale vznikla později. Payne v rozhovoru pro TV Squad v roce 2006 řekl: „S partnerem jsme vlastně pracovali na jednom z dlouhé řady neúspěšných sitcomů (a většina sitcomů jsou neúspěšné sitcomy!). V den, kdy je seriál oficiálně zrušen, je takovou tradicí, že si scenáristé zajdou do restaurace, dají si dobré jídlo a utopí svůj žal. Cestou tam nám s partnerem jeden scenárista jménem Jace Richdale (který pracoval i na Simpsonových) řekl, že Simpsonovi hledají nějaké scenáristy. Chtěl vědět, jestli bychom o to měli zájem, protože by nás doporučil. Doslova mi spadla čelist. A tak kontaktoval šéfa seriálu, chlápka jménem Mike Scully, který si přečetl náš scénář, sešel se s námi a pak nás najal.“.
Po několika letech společné práce na Simpsonových Frink a Payne spolupráci jako scenáristé ukončili. Oba pokračovali v práci na seriálu samostatně a Payne jejich rozchod označil za přátelský. Payne se za práci na Simpsonových podělil spolu s dalšími producenty seriálu o čtyři ceny Primetime Emmy za vynikající animovaný pořad a získal cenu Paula Selvina od amerického sdružení scenáristů za scénář k dílu Válka s molochem z roku 2005. Spolu s Frinkem byli v roce 2003 nominováni na cenu WGA za animaci za epizodu Srdci neporučíš. Payne napsal nebo se podílel na scénáři 18 epizod seriálu a na více než 100 pracoval jako producent; dvě poslední epizody, jež napsal, Vzpomínky na bílé Vánoce a Novorozeně, byly vysílány posmrtně.
Později přešel k psaní celovečerních filmů, jak si dříve přál, i když nadále pracoval na Simpsonových dvakrát týdně jako konzultant producenta, napsal scénář k filmu Moje superbejvalka (2006) a podílel se na scénářích k filmům Fantastická čtyřka a Silver Surfer (2007), Thor (2011) a Thor: Temný svět (2013). V roce 2013 byl také přidělen k napsání scénáře k filmu Maximum Ride – Experimentální děti. Moje superbejvalka byla uvedena do kin v roce 2006 a byla jeho prvním celovečerním filmem. V rozhovoru pro web Cinematical uvedl: „Vždycky jsem chtěl psát celovečerní filmy. Proto jsem se také přestěhoval do Los Angeles. Začal jsem psát s Johnem Frinkem, když jsem byl na vysoké škole na UCLA. Chtěl dělat v televizi a tam jsme se poprvé prosadili. Ale mým cílem bylo vždycky psát filmy. A komiksy mě baví už odjakživa. Takže tahle romantická komedie se superhrdinským nádechem pro mě byla vhodným prvním celovečerním filmem.“.

## Osobní život a smrt
S manželkou Julií měl dva syny a dceru. Měl bratra Johna a sestru Suzanne.
Zemřel na rakovinu kostí ve svém domě v Los Angeles 26. března 2013 ve věku 48 let. Showrunner seriálu Simpsonovi Al Jean prohlásil: „Don byl skvělý scenárista a ještě skvělejší člověk. V komunitě Simpsonových byl oblíbený a jeho předčasný odchod je pro nás všechny hroznou zprávou.“.
Film Thor: Temný svět, na jehož scénáři se podílel, je věnován jeho památce, stejně jako jeho poslední epizoda Simpsonových Vzpomínky na bílé Vánoce.

## Filmografie

### Televize
| Rok       | Seriál                | Role                  |
| --------- | --------------------- | --------------------- |
| 1995      | Hope & Gloria         | scenárista            |
| 1995      | Pride & Joy           | scenárista            |
| 1995–1996 | Can't Hurry Love      | scenárista            |
| 1997      | Men Behaving Badly    | scenárista            |
| 1997      | Veroničiny svůdnosti  | koproducent           |
| 1998      | The Brian Benben Show | scenárista, producent |
| 2000–2013 | Simpsonovi            | scenárista, producent |

#### Scenáristická filmografieSimpsonových
12. řada
- Speciální čarodějnický díl (část Z pohádky do pohádky; s Johnem Frinkem)
- Napravení šíleného klauna (s Johnem Frinkem)
- Konec šikany ve Springfieldu (s Johnem Frinkem)
- Tulácké báchorky (s Johnem Frinkem)

13. řada
- Speciální čarodějnický díl (s Johnem Frinkem)
- Srdci neporučíš (s Johnem Frinkem)

14. řada
- Kdo chce zabít Homera? (s Johnem Frinkem)
- Starý zbabělec (s Johnem Frinkem)

15. řada
- Basa tvrdí charakter (s Johnem Frinkem)
- Válka s molochem

16. řada
- Díkybohu je den zkázy

17. řada
- Simpsonovské vánoční zkazky

18. řada
- Malá velká holka

19. řada
- Láska po springfieldsku

20. řada
- Jak to vlastně bylo aneb Zfalšované volby

21. řada
- Čtvrtky s Abiem (s Mitchellem H. Glazerem)

25. řada
- Novorozeně (s Mitchellem H. Glazerem; vysíláno posmrtně)
- Vzpomínky na bílé Vánoce (vysíláno posmrtně)

### Filmy
| Rok  | Film                               | Role       |
| ---- | ---------------------------------- | ---------- |
| 2006 | Moje superbejvalka                 | scenárista |
| 2007 | Fantastická čtyřka a Silver Surfer | scenárista |
| 2011 | Thor                               | scenárista |
| 2013 | Thor: Temný svět                   | scenárista |